# Плэннис, Вильгельм фон
Вильгельм фон Плэннис (7 сентября 1828, Дармштадт — 21 августа 1871) — германский военный научный писатель
, поэт и переводчик, писавший под псевдонимом Ludwig Sigrist, сын поэтессы Луизы Плэннис.

## Биография
Уже в 16-летнем возрасте выбрал для себя карьеру военного и поступил в пехоту Гессена. В мае 1847 стал офицером. С 1848 по 1850 год участвовал в боевых действиях в Бадене и Гольштейне. В 1856 году стал членом управления военным имуществом в Дармштадте. В 1861 или 1862 он ушел в отставку со службы по состоянию здоровья, поскольку страдал от подагры, ревматизма и болезни глаз. К концу жизни был парализован и почти ослеп. Был похоронен на Старом кладбище Дармштадта.
Написал несколько научных работ по огнестрельному оружию и артиллерии, наиболее известны из них «Neuen Studien über die gezogene Feuerwaffe der Infanterie in zwei Bänden» (1861—1864), «Das Zündnadelgewehr» (1865), «Neue Hinterladungsgewehre» (1867) и «Die deutsche Gewehrfrage» (1871). Его статьи по данной тематике регулярно публиковались в ведущих военных изданиях германских государств, таких как «Augsburger Allgemeinen Zeitung», «Darmstädter Allgemeinen Militärzeitung» и «Cottaschen Vierteljahresschrift». Разработал проект машины для производства капсюлей, в 1857 году некоторое время жил в России и в 1866 году в Швейцарии.
Наиболее известные литературные работы его авторства: «Immortellen des Schlachtfeldes» (1870; стихотворения), «Schwanenlieder» (1871), «Leben, Wirken und Ende des Generals Leberecht vom Knopf» (1869; юмористический роман), «Neue Studien über gezogene Feuerwaffe der Infanterie» (1861—64), «Das Zündnadelgewehr» (1865), «Die deutsche Gewehrfrage» (1871) и так далее. Помогал своему свояку, Иоганну Вольфу, собирать немецкие сказки и легенды.